# Katrin Stehle
Katrin Stehle (* 8. Februar 1972 in Kaufbeuren) ist eine deutsche Schriftstellerin.

## Leben
Katrin Stehle wurde als älteste von vier Schwestern 1972 in Kaufbeuren geboren. Sie studierte von 1992 bis 1997 Sozialpädagogik an der Katholischen Stiftungsfachhochschule in München. Anschließend arbeitete sie als Schauspielerin an einem Kinder- und Jugendtheater und als Krankenhausclown. Stehle gründete später auch einen Kinderzirkus. Nebenbei arbeitet sie als Dozentin in der Ausbildung von Erzieherinnen. Die Autorin lebt zusammen mit ihren zwei Kindern in Weiler im Allgäu.

## Werke (Auswahl)
Neben Romanen schreibt Kartin Stehle auch Drehbücher und Theaterstücke.
- 1999: Jule Windsbraut
- 2000: Tims Briefe
- 2001: Erbsensommer
- 2002: Südwärts
- 2007: Zwischen Traum und morgen
- 2009: Die Stille danach
- 2010: Kalte Augen
- 2012: Papa auf der Spur
- 2013: Passwort in dein Leben

## Auszeichnungen
- 1998: Stipendium für Literatur der Landeshauptstadt München
- 2001: Staatlicher Förderpreis für Literatur des Freistaats Bayern
- 2007: Stipendium Paul-Maar für Kinder-/Jugendtheater